# Pinus elliottii
El pino ellioti (Pinus elliottii) comúnmente conocido como 'slash pine', es un pino nativo del sudeste de Estados Unidos, desde el sur de Carolina del Sur hasta el oeste y sudeste de Luisiana y el sur de los cayos de Florida. Es de rápido crecimiento, y no vive mucho para los estándares de los pinos (más de 200 años), y prefiere climas húmedos y suelo húmedo.

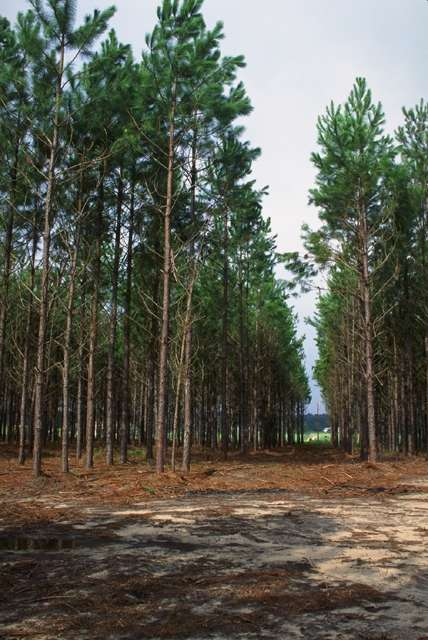
Plantación de Pino elliottii

## Descripción
Este árbol  es muy ramificado y con agujas largas que tiene una tasa de crecimiento rápida y es capaz de alcanzar 100 pies de altura con un tronco de tres a cuatro pies de diámetro, la corteza de color marrón rojizo está profundamente surcada y escamosa. De rápido crecimiento, pero no muy longevo para los estándares de los pinos (hasta 200 años). Alcanza alturas de 18 a 30 m (59 a 98 pies) con un diámetro de tronco de 0,6 a 0,8 m (2,0 a 2,6 pies). Las hojas son en forma de aguja, muy delgadas, en grupos de dos o tres, y de 18 a 24 cm (7,1 a 9,4 pulgadas) de largo. Los conos son de color marrón rojizo brillante, de 5 a 15 cm (2,0 a 5,9 pulgadas) de largo, con una espina gruesa corta (2 a 3 mm o 0,079 a 0,118 pulgadas) en cada escama. Es conocido por su forma cónica y su inusualmente alta resistencia, especialmente para un pino. Su madera tiene una resistencia al aplastamiento promedio de 8140 lb/in2 (56,1 MPa), que supera a muchas maderas duras como el fresno blanco (7410 lb/in2) y el arce negro (6680 lb/in2). No es tan fuerte como el palo fierro negro (9,940 lb/in2), pero debido a que su densidad promedio es menos de la mitad que la del palo fierro, el pino elliottii  tiene una relación resistencia-peso mucho mayor.
El área de distribución nativa de la variedad típica de este pino incluye la planicie costera desde el sur de Carolina del Sur hasta el centro de Florida y desde el oeste hasta el este de Luisiana. Slash pine como también se llama se ha plantado tan al norte como Kentucky y Virginia, y tan al oeste como el este de Texas, donde ahora se reproduce naturalmente. Este pino de Florida se encuentra en el centro y sur de Florida y en la parte baja de los Cayos de Florida.
Se los distingue de su pariente Pinus taeda por su mayor longitud, espínulas más redondeadas, y conos más grandes rojo pardos; del Pinus palustris por más corto, agujas más finas y conos más cortos.
Hay dos variedades:
- P. elliottii var. elliotti (típico pino elioti). Carolina del Sur a Louisiana, sur de Florida central. Hojas en fascículos de dos a tres, mayormente tres. Conos más grandes, 7-15 cm
- P. elliotti var. densa (pino elioti del sur de Florida). Sur de Florida, incluyendo las tierras pantanosas. Hojas de a dos. Conos más pequeños, 5-12 cm

Al contrario de pino elioti, las semillas de P. elliotti var. densa pasan por tamiz fino, de manera similar a Pinus palustris.
Este árbol se planta mucho, y se usa también en horticultura.

## Rango y hábitat
Las comunidades dominadas por este árbol se denominan "bosques de pinos cortados". El pino elliottii se encuentra predominantemente en Florida y Georgia, y se extiende desde el oeste de Carolina del Sur hasta el sureste de Luisiana y al sur hasta los Cayos de Florida. Es común en el este de Texas, donde se plantó por primera vez en la E.O. Bosque Estatal de Siecke en 1926. El hábitat natural son los bosques marítimos subtropicales arenosos y los bosques planos húmedos. Slash pine generalmente crece mejor en áreas cálidas y húmedas donde la temperatura anual promedio es superior a 17 °C (63 °F), con rangos extremos de -18 a 41 °C (0 a 106 °F). Factores como la competencia, el fuego y la precipitación pueden limitar la distribución natural de estos árboles. Los pinos elliottii  pueden crecer en una variedad de suelos, pero los pinos que están cerca de cuerpos de agua, como pantanos y estanques, crecen mejor debido a la mayor humedad del suelo y la protección de las plántulas contra los incendios forestales. Estos bosques han sido manejados a través de incendios controlados desde principios del siglo XX. Dentro del primer año, P. elliottii es particularmente susceptible a la muerte de las plántulas causada por el fuego. Educación física. variedad densa es más resistente al fuego que P. e. variedad elliottii porque tiene una corteza más gruesa.Es una de las especies forestales más cultivadas en Argentina, siendo su madera utilizada para el aserrado, la industria papelera y la producción de tableros.

## Taxonomía

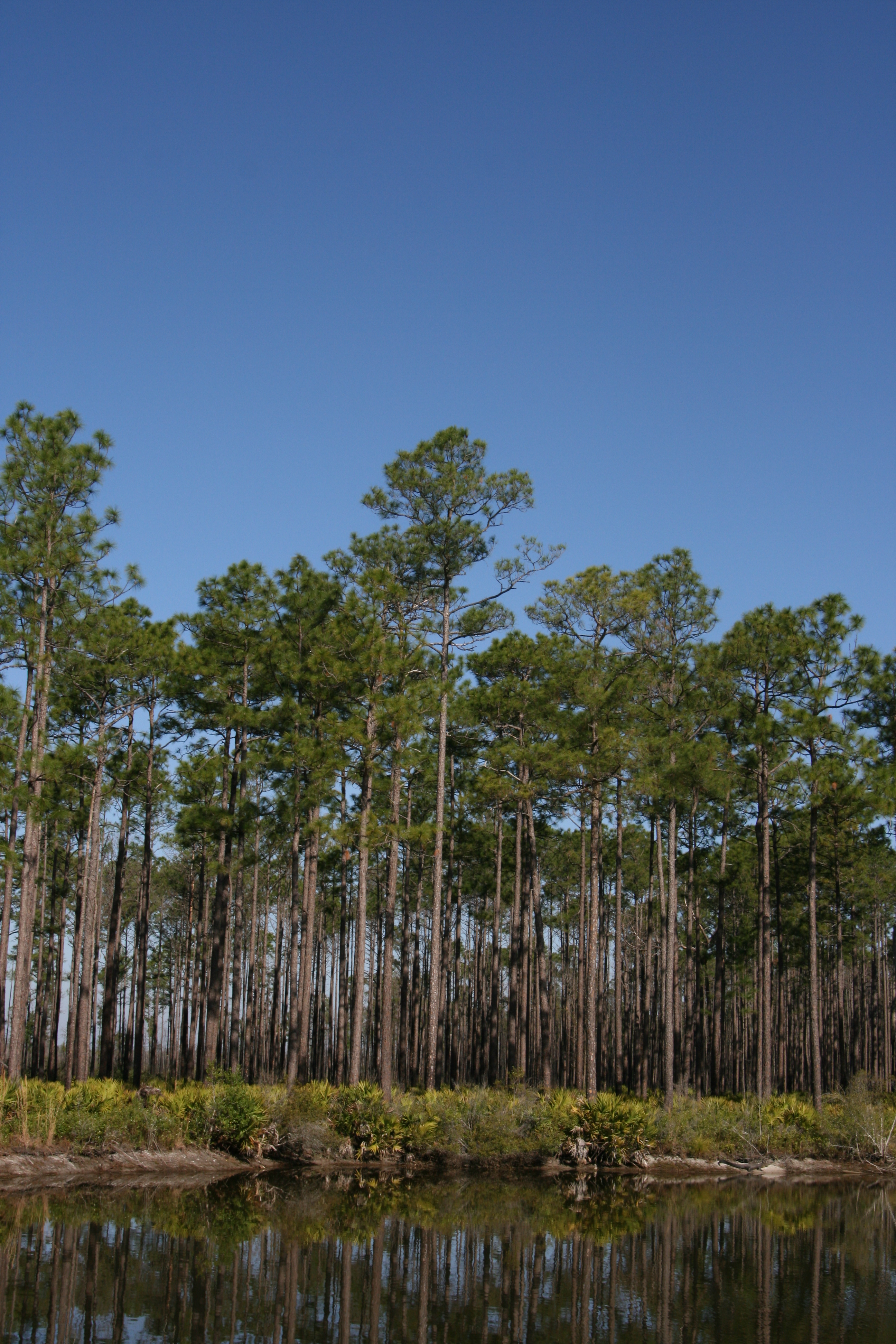
Reserva de Vida Silvestre Okefenokee, Georgia, Estados Unidos.

Pinus elliottii fue descrita por George Engelmann  y publicado en Transactions of the Academy of Science of St. Louis 4(1): 186–190, pl. 1–3. 1880.
Etimología
Pinus: nombre genérico dado en latín al pino.
elliottii: epíteto otorgado en honor del botánico estadounidense Stephen Elliott.
Sinonimia
- Pinus densa var. austrokeysensis Silba
- Pinus heterophylla (Elliott) Sudw.
- Pinus taeda var. heterophylla Elliott[17][18]

var. densa Little & K.W.Dorman
- Pinus densa (Little & K.W.Dorman) de Laub. & Silba
- Pinus elliottii subsp. densa (Little & K.W.Dorman) A.E.Murray

## Ecología  y fuego
El fuego ha sido durante mucho tiempo un elemento importante en los bosques del sureste. Los nativos americanos quemaron la tierra para mejorar el crecimiento de la hierba para el pastoreo y la visibilidad para la caza. Cuando los colonos europeos llegaron al Nuevo Mundo, trajeron nuevas enfermedades que redujeron severamente las poblaciones de nativos americanos. Con el tiempo, debido a la falta de quemas constantes, gran parte de la tierra abierta del sur volvió a convertirse en tierra forestal. La tala comenzó a aumentar en el sureste, lo que creó cierta tensión entre los madereros y los agricultores locales. Los madereros querían seguir quemando el bosque, pero a los agricultores locales les preocupaba cómo la quema afectaría el pastoreo del ganado y la producción de trementina. El mantenimiento de incendios ha sido durante mucho tiempo un tema controvertido. En la década de 1940, la campaña Smokey Bear para prevenir incendios forestales promovió un cambio hacia la supresión de incendios. Posteriormente, muchos de estos ecosistemas dependientes del fuego se volvieron cada vez más dominados por especies de árboles más tolerantes a la sombra (maderas duras). A pesar de muchos informes del Servicio Forestal de EE. UU. sobre los beneficios que tiene el fuego en la producción de forraje, la regeneración de pinos, el control de patógenos de árboles y la reducción de riesgos de incendios forestales, la quema controlada no comenzó a recuperar tracción hasta las décadas de 1950 y 1960.

### Usos
Sin intervalos regulares de incendios en los bosques de pinos elliottii, el ecosistema puede cambiar con el tiempo. Por ejemplo, en el rango norte para el pino elliottii, los bosques pueden convertirse de bosques planos mésicos a copas de madera dura mixta más densas con árboles como robles, nogales y magnolias del sur. En el sur de Florida, las tierras rocosas de pinos pueden convertirse en una hamaca de tierras rocosas dominada por arbustos leñosos y plantas invasoras. Las especies invasoras son un problema de gestión importante en el Sur. Muchos pinos y plantas autóctonas están adaptados al fuego, lo que significa que requieren la perturbación del fuego para abrir sus piñas, germinar semillas e indicar otros procesos metabólicos. El fuego puede ser una buena estrategia de manejo para las especies invasoras porque muchas plantas invasoras no están adaptadas al fuego. Por lo tanto, el fuego puede eliminar la planta parental o reducir la viabilidad de la semilla. La quema controlada también se usa para ayudar a reducir la carga de patógenos en un ecosistema. Por ejemplo, el fuego puede eliminar poblaciones de plagas o esporas de hongos en reposo que podrían infectar nuevas plántulas. Las quemas de baja intensidad también pueden despejar el espacio en el sotobosque y proporcionar pulsos de nutrientes que benefician la vegetación del sotobosque.
El fuego también se usa para evitar la acumulación de "combustible", las plantas altamente inflamables como el pasto y los matorrales debajo del dosel que podrían arder fácilmente en un incendio forestal. La mayoría de los intervalos de quema prescritos son cada 2 a 5 años, lo que permite que el ecosistema se regenere después de la quema. Gran parte del ecosistema de pinos rocosos del sur de Florida está muy fragmentado y no se ha quemado debido a la proximidad de los edificios. Los riesgos como el humo, la calidad del aire y las partículas residuales en el medio ambiente plantean problemas de seguridad para las quemas controladas cerca de hogares y negocios.